# Asian Rugby Championship 1988
El Asian Rugby Championship  de 1988 fue la 11.ª edición del principal torneo asiático de rugby.
Fue parte de la Clasificación Asia-Oceanía para la Copa Mundial de Rugby de 1991.

## Desarrollo

### Grupo A
| Pos. | Equipo    | Encuentros | Encuentros | Encuentros | Encuentros | Tantos  | Tantos    | Tantos     | Puntos Totales |
| Pos. | Equipo    | jugados    | ganados    | empatados  | perdidos   | a favor | en contra | diferencia | Puntos Totales |
| ---- | --------- | ---------- | ---------- | ---------- | ---------- | ------- | --------- | ---------- | -------------- |
| 1    | Japón     | 3          | 3          | 0          | 0          | 210     | 26        | 184        | 6              |
| 2    | Taiwán    | 3          | 2          | 0          | 1          | 137     | 32        | 105        | 4              |
| 3    | Tailandia | 3          | 1          | 0          | 2          | 33      | 143       | - 110      | 2              |
| 4    | Singapur  | 3          | 0          | 0          | 3          | 6       | 185       | - 179      | 0              |

Nota: Se otorgan 2 puntos al equipo que gane un partido, 1 al que empate y 0 al que pierda
| 13 de noviembre | Japón | 82 - 0 | Singapur |  |  |

| 13 de noviembre | Taiwán | 32 - 9 | Tailandia |  |  |

| 15 de noviembre | Japón | 108 - 7 | Tailandia |  |  |

| 15 de noviembre | Taiwán | 86 - 3 | Singapur |  |  |

| 17 de noviembre | Japón | 20 - 19 | Taiwán |  |  |

| 17 de noviembre | Tailandia | 17 - 3 | Singapur |  |  |

### Grupo B
| Pos. | Equipo        | Encuentros | Encuentros | Encuentros | Encuentros | Tantos  | Tantos    | Tantos     | Puntos Totales |
| Pos. | Equipo        | jugados    | ganados    | empatados  | perdidos   | a favor | en contra | diferencia | Puntos Totales |
| ---- | ------------- | ---------- | ---------- | ---------- | ---------- | ------- | --------- | ---------- | -------------- |
| 1    | Corea del Sur | 3          | 3          | 0          | 0          | 209     | 25        | 184        | 6              |
| 2    | Hong Kong     | 3          | 2          | 0          | 1          | 114     | 42        | 72         | 4              |
| 3    | Sri Lanka     | 3          | 1          | 0          | 2          | 21      | 119       | - 98       | 2              |
| 4    | Malasia       | 3          | 0          | 0          | 3          | 6       | 164       | - 158      | 0              |

| 12 de noviembre | Singapur | 3 - 45 | Hong Kong |  |  |

| 12 de noviembre | Corea del Sur | 102 - 0 | Malasia |  |  |

| 14 de noviembre | Corea del Sur | 39 - 19 | Hong Kong |  |  |

| 14 de noviembre | Sri Lanka | 12 - 6 | Malasia |  |  |

| 16 de noviembre | Corea del Sur | 68 - 6 | Sri Lanka |  |  |

| 16 de noviembre | Malasia | 0 - 50 | Hong Kong |  |  |

### Definición 3° puesto
| 19 de noviembre | Hong Kong | 19 - 4 | Taiwán |  |  |

### Final
| 19 de noviembre | Corea del Sur | 17 - 13 | Japón |  |  |

| Bandera de Corea del Sur |
| Campeón Corea del Sur    |
| Tercer título            |